# کیم رینولدز
کیم رینولدز (انگلیسی: Kim Reynolds؛ زادهٔ ۴ اوت ۱۹۵۹) فرماندار ۴۳ام و کنونی آیووا است. او پیشتر معاون فرماندار آیووا بود.
در ۲۴ مه ۲۰۱۷، در پی استعفای تری برنستد برای شروع کار به عنوان سفیر آمریکا در چین، رینولدز این منصب را بر عهده گرفت. رینولدز نخستین فرماندار زن آیوواست.